# Elektroosmose
 Denne artikel bør gennemlæses af en person med fagkendskab for at sikre den faglige korrekthed.

Elektroosmose og Elektromigration er begge Elektrokemiske processer.

## Elektroosmose kan hjælpe med at holde bygningstømmer tørt og mure tøre
En pulserende jævnstrøm gør H2O molekylerne positive og kan derved trække vandmolekyler ud af murværk og tilbage i jorden.

## Applikation
Katoden, i form af specialledninger, fastgøres med god elektrisk forbindelse til murværket, og Anoden fastgøres til et jordspyd som anbringes under muren som skal udtøres. For at undgå at katoden nedbrydes benyttes en særlig metallegering med stort indhold af platin som omkranses af en elektrisk ledende kappe. 

## Elektroosmose holder også træværk tørt
Fordi vand indeholder flest frie positive ioner, vil elektron strømmen trække vandet med sig.
Og efter nogle dage vil Katoden være tør og Anoden våd med diverse saltaflejringer omkring sig.
På foto ses træværk, der holdes tørt, upåagtet at det sidder opad fugtig mur, og dette ved hjælp af Elektroosmose. Tidligere var træet så vådt, at fugtighesprocenten ikke var målbar. (Ved udfærdigelse af tilstandsrapport).